# Аттичний діалект
Аттичний діалект — діалект давньогрецької мови, спочатку поширений в Аттиці. Аттичним діалектом писали численні автори, які жили в Афінах, завдяки чому цей діалект вважається класичним зразком давньогрецької мови. Згодом на основі аттичного і близьких до нього іонійських діалектів склалося загальногрецьке наріччя — койне.
Ініціатором літератури на аттичному діалекті нерідко вважається афінський законодавець Солон, що залишив кілька віршів, в основному на політичну тематику. До V століття до н. е. належить перший збережений зразок аттичної прози — памфлет «Афінська політія» Псевдо-Ксенофонта (справжній автор невідомий).